# David H. Adams
David Harold Adams (1957) è un cardiochirurgo statunitense, riconosciuto come uno degli specialisti più affermati nel campo della ricostruzione della valvola mitrale.

## Biografia
Nel 1983, Adams si laurea in medicina presso l'università Duke e successivamente perfeziona i propri studi presso la Harvard Medical School per poi andare, nel 1992, a Londra presso l'Harefield Hospital

Adams è presidente della American association for thoracic surgery e guida una squadra di chirurghi che esegue, ogni anno, più di 400 interventi di ricostruzione della valvola mitrale presso il Mount Sinai Hospital. Adams ha creato, in collaborazione con altri specialisti, protesi, utilizzate in ambito internazionale, per la ricostruzione della valvola mitrale ed è coautore, o autore principale, di numerose pubblicazioni scientifiche.